# Bracciante

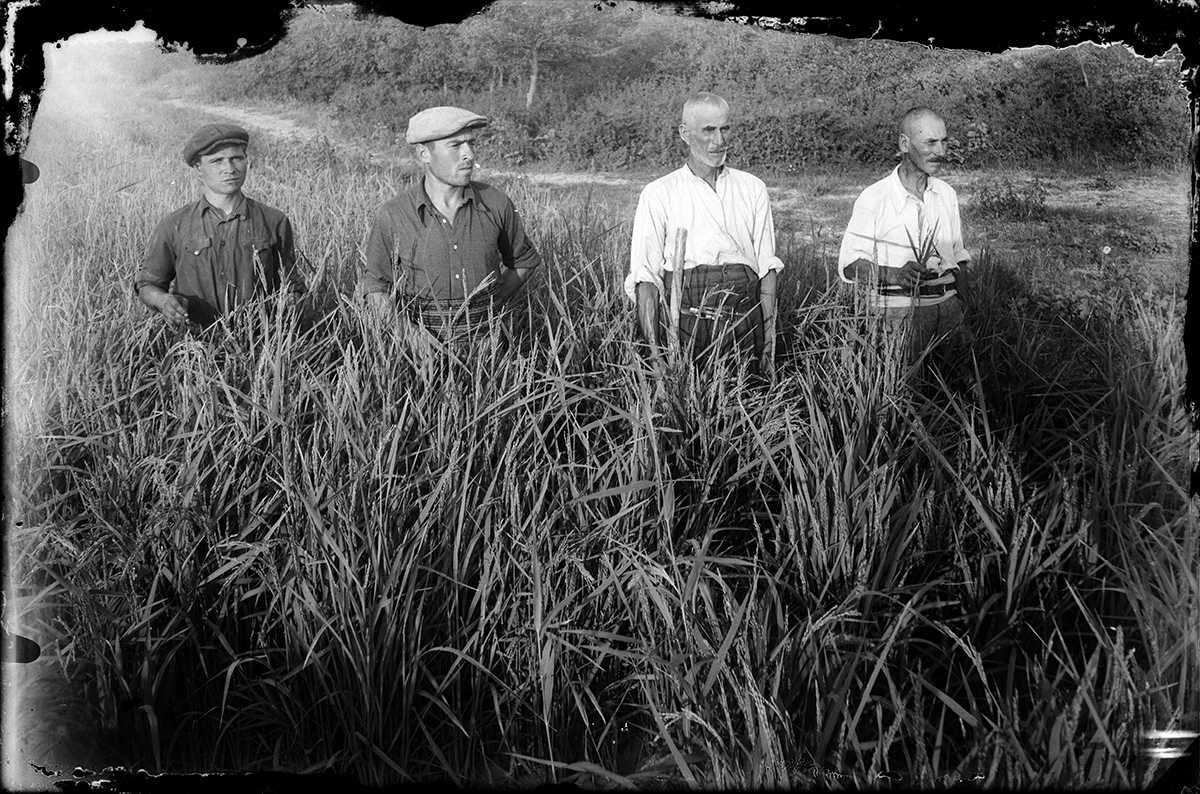
Braccianti

Un bracciante (o bracciale) indica  un operaio che presta le proprie braccia come forza lavoro in agricoltura in cambio di una retribuzione in natura o in denaro, quindi a chi lavorava la terra alle dipendenze dirette di un proprietario terriero o di chi per esso ne faceva le veci (in questo caso poteva trattarsi di un “massaro”, detto anche “massaio”).

## Storia
Per chiarezza, questo mestiere (già riconosciuto dal catasto onciario del Regno di Napoli istituito nel XVIII secolo) può essere differenziato da quello del "campagnolo", termine col quale si intendeva una persona che lavorava in proprio la terra di sua proprietà. Infatti ancora oggi in volgo comune il campagnolo è colui che lavora e ricava grazie a un proprio fazzoletto di terra, mentre bracciante è specificatamente considerato chi effettua qualsiasi tipo di lavori manuali per un periodo determinato di tempo, e che per questo sono detti “lavori stagionali”, ossia che richiedono un incremento del numero dei lavoratori per un breve periodo di tempo e che sono difatti retribuiti “a giornata” o “a settimana”, come la raccolta di frutta e cereali o per lavorazioni straordinarie da attuare in tempi ristretti. Erano molto diffusi nel XIX secolo e nella prima metà del XX, quando esisteva ancora il latifondo e non erano diffuse le macchine agricole. Oggi è diffuso largamente solo per colture che richiedono elevata manodopera (es. olivicoltura, floricoltura ecc.). Viene chiamato bracciante perché offre le proprie braccia per lavorare nei latifondi, terreni di proprietà dei latifondisti.

## Nel mondo

### Italia
La legge 6 marzo 1998, n. 40 e la legge 24 dicembre 2007, n. 247 riconoscono, disciplinano e garantiscono il lavoro stagionale, ma spesso i braccianti agricoli rappresentano una porzione di lavoro fiscalmente evaso dai datori di lavoro che, per questo motivo, non possono fornire garanzie (se non sulla parola) a tutela dei diritti dei loro salariati. Nel contempo questo genere di rapporto lavorativo favorisce sia una continua e feconda mobilità dei lavoratori che un'impossibilità di attribuire agli stessi responsabilità (anche penali) che riguardino la professionalità espressa durante lo svolgimento delle attività lavorative.